# Thập niên 1010
Thập niên 1010 là thập niên diễn ra từ năm 1010 đến 1019.